# Peter Lamelas
Peter Lamelas (Cuba) es un médico, empresario y diplomático cubano-estadounidense, nominado como embajador de Estados Unidos en Argentina por el presidente Donald Trump. Es el fundador de la empresa de atención médica de urgencias más grande del Estado de Florida, MD Now Urgent Care.

## Biografía
Lamelas nació en Cuba y emigró a Estados Unidos de niño, escapando del régimen comunista de Fidel Castro. Lamelas se define como «estadounidense por la gracia de Dios y cubano de nacimiento». Estudió medicina en la Universidad Central del Este y realizó una maestría en administración de empresas en la Nova Southeastern University.
Lamelas fundó y fue director ejecutivo de la empresa de atención médica de urgencias MD Now Urgent Care. Bajo su administración, la empresa colaboró con dos firmas de private equity e impulsó la ampliación de MD Now. Tras su retiro como CEO, se desempeña como miembro del consejo directivo.
Lamelas fue funcionario público en el sector médico, ocupando un puesto en el consejo de medicina de Florida, designado por el gobernador Jeb Bush, y fue miembro del consejo de directores de la Urgent Care Association of America.

### Candidatura a embajador de Estados Unidos en Argentina
El 11 de diciembre de 2024, tras la victoria en las elecciones presidenciales, el presidente electo Donald Trump lo nominó como embajador de Estados Unidos en Argentina. En el mensaje de su nominación, Trump lo describió como un médico, filántropo y un increíble hombre de negocios, el cual ejemplificaba el sueño americano
Su primer encuentro con el presidente de Argentina, Javier Milei, ocurrió en noviembre de 2024, en el medio de una visita de Milei en la residencia de Trump, Mar-a-Lago, ubicada en Palm Beach.
El 22 de julio de 2025, compareció ante el Comité de Relaciones Exteriores del Senado de los Estados Unidos, en donde destacó su intención de limitar la presencia de China, Irán, Nicaragua y Venezuela, colaborar en el diálogo por la cuestión Malvinas entre Argentina y Reino Unido para aliviar el bloqueo de armamento inglés al país, modificar barreras no arancelarias que afectan al comercio entre ambos países como el cepo para empresas extranjeras, la falta de protección de propiedad intelectual para productos farmacéuticos estadounidenses y la eliminación o baja del IVA en exportaciones al país.

## Controversias
Sus declaraciones ante el Comité de Relaciones Exteriores del Senado, en donde afirmaba que iría a todas las provincias para impedir que los gobernadores argentinos negociaran con fuerzas externas como China para el desarrollo de proyectos y que aseguraría que Cristina Fernández de Kirchner reciba la justicia que se merece, despertaron críticas por parte de la oposición argentina, siendo repudiado por diputados del Partido Socialista, Unión por la Patria y el Frente de Izquierda. Un día después de sus declaraciones, el bloque de diputados de Unión por la Patria elevó un proyecto para declarar a Lamelas como persona non grata.